# Atelier républicain
L’Atelier républicain était un club de réflexion politique fondé, en 1964, par des représentants de l'aile gauche du Parti radical-socialiste. Cette structure était animée par un bureau national élu pour deux ans par un comité directeur lequel était désigné par l'ensemble des adhérents des sections départementales. L'Atelier républicain fera partie des clubs fondateurs de la Convention des institutions républicaines, une organisation fondée et dirigée par François Mitterrand. L'Atelier républicain œuvrera grandement à l'union de la gauche dans les années 1970.
L'unique président de l'Atelier républicain fut Jacques Maroselli, un membre du Parti radical-socialiste qui passa au Mouvement des radicaux de gauche dont il devint, en 1976, le vice-président. Maroselli fut, par ailleurs, député de la Haute-Saône (1967-1968) inscrit au groupe de la FGDS.
L'unique secrétaire général du mouvement fut Jean-André Faucher, un journaliste parisien exerçant, au sein du Parti radical-socialiste, la fonction de secrétaire général de la commission de politique générale.
L'Atelier républicain éditait également une revue connue sous le nom des Cahiers d'études politiques et sociales.